# Istanbul Sirkeci
Istanbul Sirkeci (tur. Sirkeci Garı) − główny dworzec kolejowy w Stambule, w Turcji. Jest stacją końcową wszystkich pociągów jadących z Europy, był też stacją końcową Orient Expressu.